# Астаев, Павел Иванович
Павел Иванович Астаев (1887 год, село Лабазы — 1971 год) — звеньевой колхоза «По сталинскому пути» Курманаевского района Чкаловской области. Герой Социалистического Труда (1954).

## Биография
Родился в 1887 году в крестьянской семье в селе Лабазы.
Получил начальное образование в местной церковно-приходской школе. В начале 1930-х годов был одним из организаторов местного колхоза (позднее — «По сталинскому пути», имени Ленина Курманаевского района), в котором трудился конюхом, бригадиром полеводческой бригады.
В 1948 году полеводческая бригада под руководством Павла Астанова вырастила в среднем по 29,6 центнеров зерновых с каждого гектара на участке около 20 гектаров. За эти выдающиеся трудовые показатели был награждён Орденом Ленина.
С 1951 года возглавлял звено по выращиванию лесозащитных посадок. Изучал лесное дело в заповеднике «Бузулукский бор». В 1954 году звено Павла Астанова показало выдающиеся трудовые результаты при посадке полезащитных лесонасаждений. Приживаемость растений составила 96,8 %. Указом Президиума Верховного Совета СССР от 29 сентября 1954 года «за высококачественное выполнение плана защитного лесоразведения и достижение высоких показателей по приживаемости и сохранности древесно-кустарниковых растений» удостоен звания Героя Социалистического Труда с вручением Ордена Ленина и золотой медали Серп и Молот.
Скончался в 1971 году.
Награды
- Герой Социалистического Труда
- Орден Ленина — дважды
- Орден Трудового Красного Знамени
- Медаль «В ознаменование 100-летия со дня рождения Владимира Ильича Ленина»